# Jean de Meung

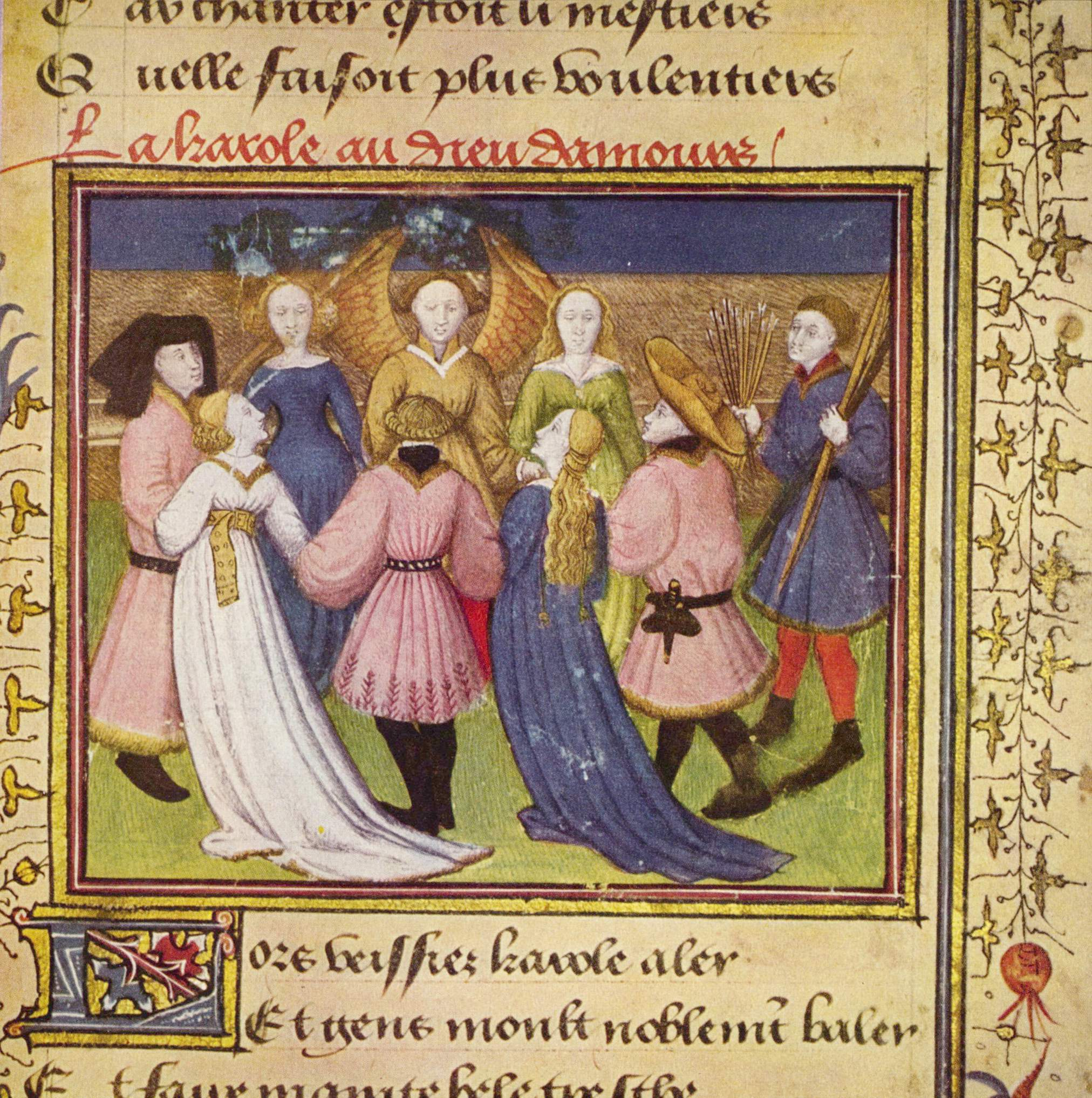
Dança das alegorias num manuscrito do Romance da Rosa.

Jean de Meung ou Jean de Meun (Meung-sur-Loire, c. 1240 — Paris, c. 1305) foi um dos mais importantes poetas franceses da Idade Média.

## Biografia
Nasceu em Meung-sur-Loire, onde foi baptizado como Jean Clopinel ou Chopinel, mas passou a maior parte da sua vida em
Paris, onde estudou na universidade. Apoiava as ideias aristotélicas e averróicas, foi um dos defensores de Guillaume de Saint Amour e um acérrimo crítico das ordens mendicantes.

## Roman de la Rose

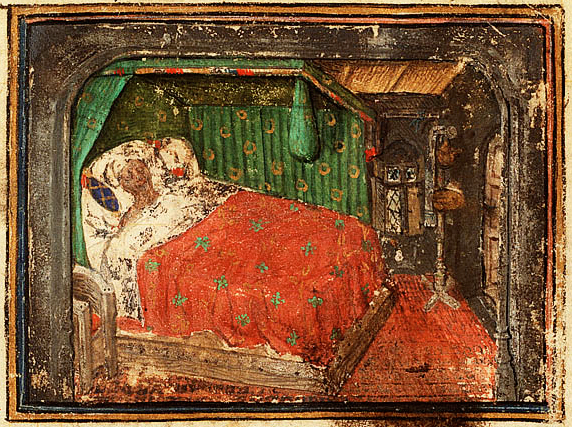
"O Sonho" de Jean de Meung

A sua obra mais conhecida é Roman de la Rose, um longo poema em forma de debate, iniciado por Guillaume de Lorris e que Meung escreveu entre 1268 e 1285. A sua contribuição (cerca de 19 000 versos) supera em muito a do seu predecessor. É certo que terá editado o texto inicial; enquanto que Lorris era um seguidor do amor cortês, Meung demonstra ter um espírito satírico, sem respeito pelas instituições e convenções de época. As suas composições são uma sátira contra as ordens religiosas, o celibato, a nobreza, a Santa Sé, os excessos da realeza e, principalmente, as mulheres (expondo os seus vícios e artes de engano) e o casamento. Os seus poemas são prova das suas capacidades de raciocínio e exposição e do seu extraordinário poder de observação.
Manuseava a língua francesa com uma facilidade e precisão inéditas. Os seus conhecimentos científicos e literários eram excepcionais para a época e permitiram-lhe incluir uma série de informações úteis e referências a autores clássicos que muito contribuíram para a sua popularidade nos séculos XIII e XIV.

## Outras obras
As suas outras obras incluem traduções do latim (De Re Militari de Vegécio, De consolatione philosophiae de Boécio) e a primeira versão em francês das cartas de Abelardo e Heloísa.
Os seus escritos, no entanto, valeram-lhe numerosos ataques: por Guillaume de Deguileville em Pèlerinage de la vie humaine, por Jean Gerson e por Christine de Pisan em Epitre au dieu d'amour, naquela que foi uma das primeiras querelas feministas.